# Józef Laskowski (patolog)
Józef Janusz Laskowski (ur. 23 maja 1900, zm. 26 marca 1970) – polski lekarz onkolog i anatomopatolog. 
Syn Kazimierza. W latach 1932–1944 był kierownikiem pracowni histopatologicznej Instytutu Radowego w Warszawie. Od 1945 roku był zastępcą profesora uniwersytetu w Łodzi. Od 1947 roku był profesorem histopatologii nowotworów w warszawskim Instytucie Onkologii. W latach 1956–1961 był jego dyrektorem. W 1960 r. został członkiem korespondentem, a w 1969 r. członkiem rzeczywistym PAN.
Przyczynił się do rozwoju metod wykrywania nowotworów we wczesnym stadium. Badał też feminizujace guzy jądra. W 1953 roku otrzymał nagrodę państwową II stopnia.
Po śmierci Marszałka Józefa Piłsudskiego w dniu 12 maja 1935 roku, w nocy z 12 na 13 maja 1935 roku mjr dr Wiktor Kaliciński i dr Józef Laskowski działając pod presją czasu wyjęli mózg i zabezpieczyli go do dalszych badań (aby mózg nadawał się do badań, nie mogło minąć więcej niż 24 godziny od śmierci; w 1938 została wydana monografia pt. Mózg Józefa Piłsudskiego opracowana pod redakcją prof. Maksymiliana Rosego.

## Odznaczenia
- Krzyż Kawalerski Orderu Odrodzenia Polski (1954, za zasługi w pracy naukowej i dydaktycznej w dziedzinie medycyny)[5]
- Złoty Krzyż Zasługi (1952, za zasługi w pracy zawodowej)[6]